# 久尓辛王
久尓辛王（くにしんおう、生年不詳 - 429年）は、百済の第19代の王（在位:414年 - 429年）。漢字では「久爾辛王」とも記述される。

## 来歴
百済第18代・腆支王（直支王）の長男。母親は近年の研究で倭人であることが有力視されている八須夫人。『三国史記』は諱・諡を記載していないが、『梁書』、汲古閣本『宋書』によれば諱は「映」。

### 三国史記の問題点
『三国史記』では「420年3月に先王の死去に伴い即位し、427年12月に死去した」と伝えるのみで、具体的な治績内容は記載されていない。しかし、『梁書』、汲古閣本『宋書』、および、『日本書紀』に引用された『百済記』、『百済新撰』、『百済本記』の記事を比較する事で治世の内容と年代が特定可能である。

### 海外史書などによる記載
- 414年、（応神天皇25年〔294年→414年〕）、先王(直支王)の薨去に伴い即位したが、王が若かったので木羅斤資（もくらこんし）の子木満致（もくまんち）が国政を行ったとある[8]。（『日本書紀』）
- 416年には東晋によって「使持節・都督百済諸軍事・鎮東将軍・百済王」に冊封される[9]。
- 417年7月、東北辺で沙口城を築くなど、再び高句麗への対抗の態勢を整えていった。
- 425年（南朝宋の太祖が元嘉2年）、百済王・映に対して年々の忠節を顕彰し、その後毎年朝貢してきたことを記す。（『宋書』百済伝）
- 428年、倭へ直支王妹の新斉都媛と7人の女性を遣わす[10]。
- 429年、薨去[11]。（『百済新撰』）
- 430年（元嘉7年）に「余毗（毗有王）に余映（久爾辛王）の爵号の継承を許した[7]（『宋書』）」

### 毗有王との続柄
『三国史記』百済本紀・毗有王紀の分註によれば、久尓辛王の薨去後、太子として王位を継いだ毗有王は、実際には久爾辛王の異母弟であると記されている。

## 将軍号
南朝宋の武帝は即位の翌月に人事を行った。そのなかには朝鮮半島に関わるものもあり、征東将軍高句麗王高璉を征東大将軍に、鎮東将軍百済王久尓辛王を鎮東大将軍に昇格させた。この将軍人事は、他に徐州や雍州の刺史が対北方関連で任命されており、現実の宋の勢力範囲を反映している。そのなかに高句麗と百済が含まれているのであり、坂元義種が論じたように、高句麗や百済の昇格は新王朝成立における記念と来朝を促す目的でなされたと考えられてきた。もちろんそうした面は認めるべきであるが、この人事を見る限り高句麗や百済は単なる外国ではなく宋国内の将軍と同列に扱われており、宋が軍事的に両国に期待していた様子がうかがえる。

## 家族
- 父：腆支王
- 母：八須夫人
  - 子：毗有王